# Ramónie
Ramónie (en rus: Рамонье) és un poble de l'óblast de Vorónej, a Rússia, segons el cens del 2010 tenia 864 habitants.